# Kromatering
Kromatering är en förbehandling som framförallt görs på aluminium, magnesium, mässing och zink. Ytan passiveras i en elektrolytisk process som oftast utförs i kromsyra och resulterar i ett förbättrat korrosionsskydd samt ett underlag med bra vidhäftning för vidare ytbehandling. 
Begreppet kromatering förväxlas ofta med förkromning. Förkromning är en elektropläteringsprocess som ofta utförs för att förbättra utseendet på detaljer medan kromatering är en förbehandling för vidare ytbehandling. 